# Olympia Rupes
Olympia Rupes es el nombre de una falla geológica sobre la superficie de Marte. Olympia Rupes está localizada con el sistema de coordenadas centrados en 86.2 grados de latitud Norte y 244.41 grados de longitud Este. El acantilado es curvilíneo, compuesto por escarpes profundos y muy sinuosos.
El nombre fue aprobado por la Unión Astronómica Internacional en 2007 y hace referencia a Olimpia, lugar donde se celebraban los Juegos Olímpicos en la Antigüedad.

## Ubicación
Olympia Rupes se encuentra ubicado en el polo norte de Marte. Se ubica en una región de geografía dinámica que incluye el Planum Boreum de niveles elevados de altitud, las depresiones curvilíneas del Boreales Scopuli, depresiones aisladas y en varios puntos fusionadas del Olympia Cavi, así como los márgenes del ergio polar circular Olympia Undae y Olympia Planum de baja altitud.

## Edad
La región del polo norte de Marte incluye un depósito de agua helada y arena de cientos de millones de años que se encuentra debajo de la capa de hielo actual. La composición de estos depósitos estratificados del polo norte, donde se extiende el Olympia Rupes, incluyen parte de los depósitos de roca madre más jóvenes en Marte. En comparación con las características geográficas del vecino Planum Boreum cavi indican que colectivamente son zonas que tienen deposición simultánea y por lo tanto de cierta superposición en su edad de formación.

## Características
A lo largo de afloramientos visibles, la región del Olympia Rupes es dominado por estratos entrecruzados y formas de dunas de material de bajo albedo, sugiriendo la composición sea de arena de basalto, formando lechos ondulados y discontinuos que se alternan con capas brillantes y fracturadas de gran espesor, compuestas de hielo de agua relativamente pura.
El acantilado de Olympia Rupes es agudo de aproximadamente un kilómetro de profundidad y en pendiente constante de unos 49 grados en relación con la horizontal. El acantilado contiene bandas de materiales claros y oscuros, las mismas capas se extienden en las planicies que rodean el acantilado, capas acumuladas durante muchos milenios. El origen de las capas heladas puede tener relación con cambios cíclicos en la inclinación axial y otras características orbitales de Marte, similar a las edades de hielo en la Tierra impulsadas por cambios lentos en la inclinación y la órbita de la Tierra.